# Cosmoscarta boutharensis
Cosmoscarta boutharensis är en insektsart som beskrevs av Victor Lallemand 1922. Cosmoscarta boutharensis ingår i släktet Cosmoscarta och familjen spottstritar. Inga underarter finns listade i Catalogue of Life.